# Mahlon Merrick
Mahlon Merrick (* 28. Januar 1900 in Farmington, Iowa; † 7. August 1969 in Hollywood, Kalifornien) war ein US-amerikanischer Filmkomponist und Filmschaffender, der 1945 für einen Oscar in der Kategorie „Beste Filmmusik in einem Musikfilm“ nominiert war.
Eine Reihe seiner Werke erschienen unter dem Pseudonym Gene LaGrande, einige auch unter dem Namen Lou Kosloff. Sein Werk umfasst Musikkompositionen, Märsche, Fernsehhintergrund- und Themenmusik, eine Oper und eine Symphonie. Am bekanntesten ist er für The Gillette Look Sharp March, der auf dem von Merrick komponierten Marsch The Look Sharp fußt, und in den 1950er- und 1960er-Jahren oft große Sportereignisse ankündigte.

## Leben
Mahlon Merrick schloss sein Studium an der Washington State University 1923 mit einem Bachelor in den Fächern Physik und Mathematik ab und erhielt die Befugnis, zu unterrichten. Nach einer kurzen Lehrtätigkeit in Schulen in Redmond und Washington, widmete er sich dann jedoch seinen Bestrebungen, sich eine Musikkarriere aufzubauen. Auf den Geschmack war er gekommen, als er in einem Tanzorchester gespielt hatte, um sich sein Studium zu finanzieren. So traf er die Entscheidung, bei Leo Sowerby am Chicago Conservatory of Music zu studieren. Nach Beendigung dieses Studiums begann er als Saxophonist im „Davenport Hotel“ in den alten italienischen Gärten in Spokane zu spielen. Schon bald führte ihn sein Weg jedoch nach Hollywood. So arbeitete er unter anderem für Meredith Willson als Arrangeur und späterer Musikdirektor und für Radiosender. Dort trat er häufig unter dem Künstlernamen Claude Sweeten auf. Bereits ab 1935 wurde er musikalischer Leiter von Jack Benny und seinen Shows. Er leitete das Orchester bis Ende 1965.
Gleich für seine zweite Mitarbeit an einem Film erhielt Merrick 1945 eine Oscar-Nominierung in der Kategorie „Beste Filmmusik“ (Musikfilm) für den Spielfilm Sensationen für Millionen mit Eleanor Powell, Dennis O’Keefe und W. C. Fields in seiner letzten Rolle. Die Rahmenhandlung des Films dient dazu, Revue- und Varieténummern zu zeigen, die man den ausgefallenen Ideen einer Broadwaytänzerin zu verdanken hat, was einer kleinen Werbeagentur zu sensationellen Erfolgen verhilft. Mit dem Oscar wurden jedoch Carmen Dragon und Morris Stoloff und das Filmmusical Es tanzt die Göttin ausgezeichnet. 
Zu einem Erfolg wurde auch der 1949 entstandene Western Texaspolizei räumt auf mit Jon Hall und Frances Langford, in dem ein Deputy Marshal gegen Gangster ankämpfen muss, die Bauern ihr Land abnehmen wollen, da ein geplanter Eisenbahnbau durch dieses Gebiet satten Gewinn verspricht. 
Von 1951 bis 1965 komponierte Merrick für alle 85 Episoden der Fernsehshow The Jack Benny Program die Musik, zusätzlich war er in den Jahren 1956/1957 noch als Komponist für 47 Folgen der Serie The George Burns and Gracie Allen Show tätig. Im Jahr 1952 wirkte er als Dirigent an dem Science-Fiction-Drama Red Planet Mars von Harry Horner mit Peter Graves und Andrea King mit, in dem ein amerikanischer Wissenschaftler in der Lage ist, mit dem Planeten Mars in Verbindung zu treten, was nicht nur erschütternde politische und wirtschaftliche, sondern auch psychische Folgen nach sich zieht. Bis ins Jahr 1965 hinein arbeitete Merrick überwiegend für Fernsehproduktionen. 
Nachdem Merrick 1965 nach Palm Springs in Kalifornien umgezogen war, nahm er im darauffolgenden Jahr einen Gastauftritt an seiner ehemaligen Universität in Washington wahr, wo die Erstaufführung seines Cougar-Marsch-Songs stattfand, den er extra für seine Alma Mater komponiert hatte.
Mahlon Merrick, der zweimal verheiratet war, erlag im Alter von 69 Jahren einem Krebsleiden.

## Filmografie (Auswahl)
– Music Departement –
- 1943: The Girl from Monterrey
- 1944: Sensationen für Millionen (Sensations of 1945)
- 1949: Texaspolizei räumt auf (Deputy Marshal)
- 1951–1965: The Jack Benny Program (Fernsehserie, 143 Folgen)
- 1952: Red Planet Mars
- 1953, 1954: The Abbott and Costello Show (Fernsehserie, 20 Folgen)
- 1955: Shower of Stars – Time Out for Ginger (Fernsehserie)
- 1955, 1956: Private Secretary (Fernsehserie, 2 Folgen)
- 1957: Panic! (Fernsehserie, 5 Folgen)
- 1957: Blondie (Fernsehserie, 19 Folgen)
- 1958: Bozo: The World’s Most Famous Clown
- 1965: The Jack Benny Hour (Fernsehspecial)

– als Komponist –
- 1943: Silver Skates
- 1949: Alaska Patrol
- 1949: Miss Mink of 1949
- 1950: Gnadenlos gehetzt (The Lawless)
- 1950: The Du Pont Story
- 1951: Die Faust der Vergeltung (Passage West)
- 1952: Endstation Mars (Red Planet Mars)
- 1953: Omnibus – The Horn Blows at Midnight (Fernsehserie)
- 1955–1957: The Bob Cummings Show (Fernsehserie, 17 Folgen)
- 1956, 1957: The George Burns and Gracie Allen Show (Fernsehserie, 47 Folgen)
- 1960: Maggie (Fernsehfilm)
- 1999: Hurricane (The Hurricane) (Text/Musik: Gillette Look Sharp March von 1944)

– als Darsteller –
- 1953: Omnibus – The Horn Blows at Midnight (Fernsehserie, als Orchesterleiter und Performer: Dancing in the Dark)
- 1956: The Jack Benny Program – don Invites Gang to Dinner (als er selbst)
- 1958: Shower of Stars – Jack Benny Celebrates His 40th Birthday (Fernsehserie, als er selbst)
- 1960: The Jack Benny Program – Christmas Show (Musik: That’s How Santa Claus Will Look This Year)
- 1963: The Jack Benny Program – The Frankie Avalon Show (Fernsehserie, als Vortragender)

## Auszeichnungen
- 1945: Oscarnominierung für Sensationen für Millionen